# Manfred Overesch
Manfred Overesch (* 17. November 1939 in Burgsteinfurt) ist ein deutscher Zeithistoriker, emeritierter Hochschullehrer und Autor.

## Biografie
Overesch absolvierte ein Studium der Altphilologie, Geschichte und Philosophie an den Universitäten Münster, Tübingen und Wien, das er mit dem ersten Staatsexamen abschloss. Nach dem zweiten Staatsexamen war er von 1967 bis 1977 als Gymnasiallehrer tätig. Er wurde 1973 in Tübingen bei Eberhard Naujoks zum Dr. phil. promoviert und habilitierte sich 1978 in Münster für Geschichte. Anschließend wirkte er als Privatdozent an den Universitäten Münster und der TU Braunschweig. Ab 1981 war er Professor für Geschichte und Didaktik der Geschichte an der Hochschule beziehungsweise der späteren Universität Hildesheim, wo er als Direktor dem Seminar für Geschichte vorstand. Zwischenzeitlich nahm er 1987 eine Gastprofessur an der Pariser Sorbonne wahr. Nach 24 Jahren Lehrtätigkeit in Hildesheim wurde er im Februar 2005 emeritiert.
Sein Forschungsschwerpunkt und seine publizistische Tätigkeit liegen im Bereich Zeitgeschichte, insbesondere zur jüngeren deutschen Geschichte.
Er ist mit Sigrun, geborene Künne, verheiratet. Das Paar bekam drei Kinder.

## Schriften (Auswahl)
- Presse zwischen Lenkung und Freiheit: Preussen und seine offiziöse Zeitung von der Revolution bis zur Reichsgründung (1848–1871/72), Verlag Dokumentation, Pullach 1974
- Das integrierte Proseminar: ein Versuch zur curricuralen Praxis im Fach Geschichte, Polit. Bildung an e. pädag. Hochsch., Pfeffer, Bielefeld 1975
- Gesamtdeutsche Illusion und westdeutsche Realität: von den Vorbereitungen für einen deutschen Friedensvertrag zur Gründung des Auswärtigen Amts der Bundesrepublik Deutschland 1946–1949/51, Droste, Düsseldorf 1978
- Deutschland 1945–1949: Vorgeschichte u. Gründung d. Bundesrepublik. Ein Leitfaden in Darstellung und Dokumenten, Droste, Düsseldorf 1979
- Chronik deutscher Zeitgeschichte. Band 1: Die Weimarer Republik. Politik, Wirtschaft, Kultur. Droste, Düsseldorf 1982 (zusammen mit Friedrich Wilhelm Saal)
- Chronik deutscher Zeitgeschichte. Band 2.1: Das Dritte Reich 1933–1939. Politik, Wirtschaft, Kultur. Düsseldorf 1982, Droste (Band 2.2 nicht erschienen)
- Chronik deutscher Zeitschichte. Band 3.1: Das besetzte Deutschland, 1945 –1949, Droste, Düsseldorf 1986 (Band 3.2 nicht erschienen) (Schlußband des insgesamt dreibändigen Droste – Geschichtskalendariums – Tag für Tag, Jahr für Jahr)
- Deutschlandbild und deutsche Frage in den geschichtlichen Unterrichtswerken der Bundesrepublik Deutschland und in den Richtlinien der Bundesländer 1949–1983, Georg-Eckert-Inst. für Internat. Schulbuchforschung, Braunschweig 1986 (zusammen mit Wolfgang Marienfeld)
- Hermann Brill in Thüringen 1895–1946: ein Kämpfer gegen Hitler und Ulbricht, Dietz, Bonn 1992 (Reihe Politik- und Gesellschaftsgeschichte; Bd. 29)
- Machtergreifung von links: Thüringen 1945/46, Olms, Hildesheim/Zürich/New York 1993
- Buchenwald und die DDR oder die Suche nach Selbstlegitimation, Vandenhoeck und Ruprecht, Göttingen 1995
- Renaissance einer Kulturstadt – Hildesheim nach dem 2. Weltkrieg, Olms, Hildesheim/Zürich/New York 1998 (Landschaftsverband Hildesheim: Veröffentlichungen des Landschaftsverbandes Hildesheim e. V., Bd. 9) (unter Mitarbeit von Klaus Arlt)
- St. Michaelis, das Weltkulturerbe in Hildesheim: eine christlich-jüdische Partnerschaft für den Wiederaufbau nach dem Zweiten Weltkrieg, Schnell und Steiner, Regensburg 2002
- Quo vadis, Deutschland? Gedanken zur Zeit. Hildesheimer Universitätsreden 1989–2003, Olms, Hildesheim/Zürich/New York 2003
- Der Augenblick und die Geschichte: Hildesheim am 22. März 1945, Olms, Hildesheim/Zürich/New York 2005
- Hildesheim 1945–2000: neue Großstadt auf alten Mauern, Olms, Hildesheim/Zürich/New York 2006 (unter Mitarbeit von Stefan Oyen)
- Bosch in Hildesheim 1937–1945: freies Unternehmertum und nationalsozialistische Rüstungspolitik, Vandenhoeck und Ruprecht, Göttingen 2008
- Himmlisches Jerusalem in Hildesheim: St. Michael und das Geheimnis der sakralen Mathematik vor 1000 Jahren, Vandenhoeck und Ruprecht, Göttingen 2009 (zusammen mit Alfhart Günther)
- St. Michael: Gottes Stadt und Bernwards Burg in Hildesheim. Mit einem Diskurs über Bernwards Bronzetüren in St. Michael, Olms, Hildesheim/Zürich/New York 2010
- Gott, die Liebe und der Galgen: Helmuth J. und Freya von Moltke in ihren letzten Gesprächen 1944/45, Olms, Hildesheim/Zürich/New York 2015
- DIESSEITS UND JENSEITS – Die Architektur der ottonischen Reichskirche St. Michaelis in Hildesheim. Verlag Schnell & Steiner, Regensburg 2025, ISBN 978-3-7954-9044-7